# 동화엠파크주식회사
엠파크주식회사 (M PARK Corp)는, 2010년 동화기업이 기공한 국내 최초의 최대규모 자동차 매매단지 다. SBS의 예능 프로그램인 런닝맨의 촬영 장소로도 알려져 있다.

## 연혁
- 2006년 9월 1일 동화기업주식회사에서 보세장치장업 및 부동산임대업 회사인 동화물류주식회사 설립.
- 2007년 8월 31일 상호를 동화물류주식회사에서 동화디벨로퍼주식회사로 변경.
- 2010년 1월 12일 동화기업, 동화엠파크주식회사 기공
- 2010년 8월 16일 (주)동화디벨로퍼(현 (주)동화오토앤비즈), 현대캐피탈과 업무제휴[3]
- 2012년 10월 10일 모회사 (주)동화오토앤비즈, 엠파크 홈페이지 새 단장[4]
- 2018년 6월 26일 주식회사 한국일보사와 엠파크홀딩스주식회사의 주식교환에 따라 주식회사 한국일보의 종속기업으로 편입.
- 2018년 10월 12일 상호를 동화엠파크주식회사에서 엠파크주식회사로 변경.

## 수상
- 2012년 11월 2일 인천광역시 주최 인천종합문화예술회관 인천건축문화제 인천시 건축상 우수상 수상[5]

## 논란
- 최근, MBC 뉴스에서 보도한 중고차 허위매물 관련 기사에 동화엠파크주식회사의 건물이 비춰졌다. 이 사건의 피해자가 피해를 입은 곳이기 때문에 화면에 비춰졌다.[6]

## 같이 보기
- SK엔카
- 현대캐피탈